# Rhaphuma steinkae
Rhaphuma steinkae är en skalbaggsart som beskrevs av Holzschuh 1991. Rhaphuma steinkae ingår i släktet Rhaphuma och familjen långhorningar. Inga underarter finns listade i Catalogue of Life.